# McLaren MP4-17
McLaren MP4/17 - спортивный автомобиль, разработанный конструктором Эдрианом Ньюи для команды McLaren. Принимал участие в Чемпионатах мира в классе Формула-1 сезонов 2002 и 2003 годов.

## История
В 2002 году Кими Райкконен заменил своего соотечественника, двукратного Чемпиона мира Мику Хаккинена за рулем болида команды McLaren Mercedes. Автомобиль MP4-17 был не очень надежен и команда страдала потерей очков из-за частых отказов техники. В итоге в сезоне 2002 года команда McLaren Mercedes финишировал третьей в Кубке конструкторов с 65 очками.
С помощью доработанной версии MP4-17D в двух первых гонках сезона 2003 года пилоты McLaren одержали две победы. Но в то время как команда взялась параллельно создавать совершенно новую McLaren MP4-18, (из-за проблем с надежностью так и не стартовавшую в гонках), соперники далеко продвинулись в совершенствовании своих болидов и дальнейшие результаты команды пошли на спад.
Несмотря на это Райкконен до последней гонки сезона боролся за титул с Михаэлем Шумахером и уступил ему в итоге лишь 2 очка. В Кубке конструкторов команда финишировала 3-й со 142 очками позади Ferrari и Williams.

## Результаты гонок
| Год  | Команда | Двигатель                   | Шины | Пилоты    | 1    | 2    | 3   | 4    | 5    | 6    | 7    | 8    | 9    | 10   | 11  | 12   | 13  | 14   | 15   | 16   | 17   | Место | Очки |
| ---- | ------- | --------------------------- | ---- | --------- | ---- | ---- | --- | ---- | ---- | ---- | ---- | ---- | ---- | ---- | --- | ---- | --- | ---- | ---- | ---- | ---- | ----- | ---- |
| 2002 | McLaren | Mercedes-Benz FO110M V10    | M    |           | АВС  | МАЛ  | БРА | САН  | ИСП  | АВТ  | МОН  | КАН  | ЕВР  | ВЕЛ  | ФРА | ГЕР  | ВЕН | США  | БЕЛ  | ИТА  | ЯПО  | 3     | 65   |
| 2002 | McLaren | Mercedes-Benz FO110M V10    | M    | Култхард  | Сход | Сход | 3   | 6    | 3    | 6    | 1    | 2    | Сход | 10   | 3   | 5    | 5   | 4    | 7    | 3    | Сход | 3     | 65   |
| 2002 | McLaren | Mercedes-Benz FO110M V10    | M    | Райкконен | 3    | Сход | 12  | Сход | Сход | Сход | Сход | 4    | 3    | Сход | 2   | Сход | 4   | Сход | Сход | Сход | 3    | 3     | 65   |
| 2003 | McLaren | Mercedes-Benz FO110M(P) V10 | M    |           | АВС  | МАЛ  | БРА | САН  | ИСП  | АВТ  | МОН  | КАН  | ЕВР  | ВЕЛ  | ФРА | ГЕР  | ВЕН | США  | ИТА  | ЯПО  |      | 3     | 142  |
| 2003 | McLaren | Mercedes-Benz FO110M(P) V10 | M    | Култхард  | 1    | Сход | 4   | 5    | Сход | 5    | 7    | Сход | 15   | 5    | 5   | 2    | 5   | Сход | Сход | 3    |      | 3     | 142  |
| 2003 | McLaren | Mercedes-Benz FO110M(P) V10 | M    | Райкконен | 3    | 1    | 2   | 2    | Сход | 2    | 2    | 6    | Сход | 4    | 3   | Сход | 2   | 4    | 2    | 2    |      | 3     | 142  |

| Легенда к таблице |                                                                    |
| --- | ------------------------------------------------------------------ |
| В таблице перечислены результаты всех Гран-при Формулы-1, в которых использовался автомобиль. Строками таблицы являются сезоны, столбцами — этапы чемпионата мира. В каждой клетке указаны сокращённое название этапа и результат, дополнительно обозначенный цветом. Расшифровка обозначений и цветов представлена в нижеследующей таблице. |                                                                    |
| \| Пример \| Описание \| \| ------------ \| ------------------------------------------------------------------ \| \| 1 \| Победитель \| \| 2 \| Второе место \| \| 3 \| Третье место \| \| 5 \| Финишировал, заработав очки \| \| Сход \| Не финишировал, но при этом заработал очки \| \| 12 \| Финишировал, не получив очков \| \| НКЛ \| Финишировал, но не попал в финальную классификацию \| \| 15 \| Участвовал вне зачёта, либо по отдельной классификации \| \| 18 \| Не финишировал, но попал в финальную классификацию \| \| Сход \| Не финишировал \| \| НКВ \| Не прошёл квалификацию \| \| НПКВ \| Не прошёл предквалификацию \| \| ДСК \| Дисквалифицирован \| \| ИСК \| Исключён из протокола соревнований \| \| ТТ \| Заявлен для участия только в тренировках \| \| НС \| Участвовал в квалификации, но не стартовал в гонке \| \| Т \| Травмирован или болен \| \| ОТК \| Отказ от участия \| \| НТР \| Прибыл на соревнования, но на трассу не выезжал \| \| НПР \| Был заявлен в числе участников, но не прибыл к началу соревнований \| \| О \| Соревнования отменены \| \| \| Не участвовал \| \| Поул-позиция \| \| \| Быстрый круг \| \| |                                                                    |
| Пример | Описание                                                           |
| 1 | Победитель                                                         |
| 2 | Второе место                                                       |
| 3 | Третье место                                                       |
| 5 | Финишировал, заработав очки                                        |
| Сход | Не финишировал, но при этом заработал очки                         |
| 12 | Финишировал, не получив очков                                      |
| НКЛ | Финишировал, но не попал в финальную классификацию                 |
| 15 | Участвовал вне зачёта, либо по отдельной классификации             |
| 18 | Не финишировал, но попал в финальную классификацию                 |
| Сход | Не финишировал                                                     |
| НКВ | Не прошёл квалификацию                                             |
| НПКВ | Не прошёл предквалификацию                                         |
| ДСК | Дисквалифицирован                                                  |
| ИСК | Исключён из протокола соревнований                                 |
| ТТ | Заявлен для участия только в тренировках                           |
| НС | Участвовал в квалификации, но не стартовал в гонке                 |
| Т | Травмирован или болен                                              |
| ОТК | Отказ от участия                                                   |
| НТР | Прибыл на соревнования, но на трассу не выезжал                    |
| НПР | Был заявлен в числе участников, но не прибыл к началу соревнований |
| О | Соревнования отменены                                              |
| | Не участвовал                                                      |
| Поул-позиция |                                                                    |
| Быстрый круг |                                                                    |